# Priti Patel
Priti Sushil Patel (Londres, 29 de marzo de 1972) es una política británica, miembro del Partido Conservador, que se desempeña como Miembro de la Cámara de los Comunes desde 2010.  Desde julio de 2019 hasta septiembre de 2022 fue Gran Oficial de Estado en su calidad de secretaria de Estado del Interior del Reino Unido. Actualmente es la candidata a líder del Partido Conservador y Unionista

## Biografía
Nació en Londres el 29 de marzo de 1972. De orígenes humildes sus padres Sushil y Anjana, originalmente de Guyarat en India, habían emigrado al protectorado de Uganda y luego a finales de los años 1960 un poco antes de la guerra económica a la Gran Bretaña donde se montaron una cadena de tiendas de periódicos.
Asistió a la Watford Grammar School, antes de graduarse en economía de la Universidad de Keele (BA), y luego cursó estudios de postgrado en la Universidad de Essex (MPP).
Desde 2010 (reelegida en 2015, 2019 y 2024), es diputada por Witham en Essex. Nombrada secretaria de Estado para el Desarrollo Internacional en julio de 2016, dimitió el 8 de noviembre de 2017, después de recibir críticas por haber mantenido catorce reuniones informales de forma secreta con ministros, empresarios y miembros de grupos de presión en Israel (incluido el primer ministro Benjamín Netanyahu).
El 24 de julio de 2019, por el PM Boris Johnson, se convirtió en ministra del Interior, responsable de inmigración, seguridad y ley y orden del Reino Unido.
En abril de 2022, el Tribunal Superior de Justicia de Londres emitió una orden de extradición sobre Julian Assange para que fuera enviado a EEUU, donde le espera una acusación de 18 cargos relacionados con delitos informáticos y espionaje. El tribunal londinense puso la decisión final en manos de la ministra de Interior de Reino Unido, Priti Patel, quien finalmente firmó la orden de entrega del periodista en junio de 2022.

## Puntos de vista políticos
Ubicada en el ala más derechista de los Tories, es devota de la figura de Margaret Thatcher. Se mostraba en 2011 a favor de la introducción de la pena capital, también es partidaria principal del Brexit.